# ندیوم
ندیوم (به لاتین: Ndioum) یک منطقهٔ مسکونی در سنگال است که در Podor واقع شده‌است. ندیوم ۱۶٬۱۰۳ نفر جمعیت دارد.